# Hyundai L&C
Hyundai L&C (Living & Culture) ist ein südkoreanisches Unternehmen und zählt zu den weltweit führenden Herstellern von Baumaterialien.

## Geschichte
Ausgangspunkt für die Hyundai L&C war die im August 1965 in Südkorea gegründete Korea Hwaseong Industries.

## Produkte
Das Unternehmen produziert und vertreibt acrylgebundene Mineralwerkstoffe und Quarzstein für Oberflächen, Dekofolien für den Innenbereich, Folien für Böden und für Möbel und Wände.
Hyundai L&C gliedert sich in vier Geschäftsbereiche:
1. Dekorative Materialien (PET, PVC, PP)
  - Herstellung von dekorativen Oberflächenmaterialien, die vor allem im Innenausbau Anwendung finden
2. Interior Stone (Acrylgebundener Mineralwerkstoff, Quarzstein)
  - Produktion von Oberflächenmaterialien für den Einsatz in Küchen, Bädern und anderen Innenräumen
3. Bodenbeläge und Tapeten
  - Holzfußböden, Vinylplatten, Vinyl-Verbundfliesen sowie PVC-Tapeten und weitere Bodenbeläge
4. Fensterprofile
  - Herstellung von PVC-Fensterprofilen, Systemfenstern sowie Haus- und Drehtüren